# Allium tolmiei
Allium tolmiei — трав'яниста рослина родини амарилісових, ендемік заходу США.

## Опис
Цибулин 1–10+, яйцюваті або косі, 0.6–2 × 1–2.5 см; зовнішні оболонки містять одну чи більше цибулин, коричневі, перетинчасті; внутрішні оболонки від білих до рожевих. Листки опадають або стійкі, в'януть від кінчика в період цвітіння, 2; листові пластини плоскі, 10–40 см × 1–10 мм, краї цілі. Стеблина опадає або стійка, одиночна, прямостійна, стиснута до сильно сплющених і крилатих чи ні, 5–40 см × 1–5 мм. Суцвіття — зонтик стійкий, прямостійний, компактний до ± нещільного, 10–50-квітковий, від кулястого до півсферичного, цибулинки невідомі. Квіти від дзвоникуватих до зірчастих, 6–12 мм завширшки; листочки оцвітини ± прямостійні, від майже білих до рожевих, з видатними, помітними серединними жилками. Пиляки від пурпурових до жовтих; пилок жовтий. Насіннєвий покрив тьмяний.

## Поширення
Ендемік заходу США. Ареал цього виду охоплює штати Каліфорнія, Айдахо, Орегон, Вашингтон.